# Оноколов, Павел Иванович
Павел Иванович Оноколов (1924—2017) — советский архитектор и организатор градостроительства. Главный архитектор города Батайска (1960—1986). Заслуженный строитель РСФСР (1981). Почётный гражданин города Батайска (2002).

## Биография
Родился 31 января 1924 года в городе Батайске Ростовской области.
С 1940 года после окончания семи классов Батайской средней школы П. И. Оноколов начал свою трудовую деятельность токарем на местном машиностроительном предприятии, параллельно с работой планировал окончить среднее образование, но в 1941 году после начала Великой Отечественной войны этим планам не суждено было сбыться. С 1943 года был призван в ряды Рабоче-Крестьянской Красной армии, участник Великой Отечественной войны в составе пограничных войск НКВД СССР, ефрейтор-пулемётчик. Был участником освобождения Кишинёва, Венгрии и Праги. За участие в войне был награждён Орденом Отечественной войны 2-й степени.
С 1949 года после демобилизации из рядов Советской армии, П. И. Оноколов поступает в Батайскую вечернюю школу. С 1952 по 1957 годы проходит обучение на архитектурном факультете Ростовского инженерно-строительного института, после окончания института получил специальность архитектора. С 1957 по 1960 годы работал городским архитектором.
В 1960 году в Батайске Павел Иванович возглавил городскую архитектуру, проработав в должности главного архитектора 26 лет. Именно Павел Иванович стоял у истоков разработки и внедрения генерального плана развития Батайска. При его непосредственном участии в городе были построены многие объекты, которые сегодня составляют гордость Батайска, являются его достопримечательностями. С 1960 года был одним из организаторов Батайской городской архитектуры и с 1960 по 1986 годы, в течение двадцати шести лет, П. И. Оноколов был первым — главным архитектором города Батайска. П. И. Оноколов стоял у истоков создания, был организатором и главным разработчиком генерального плана развития города Батайска, при непосредственном участии П. И. Оноколова в городе Батайске были построены многочисленные объекты являющиеся достопримечательностью города и составляющие его гордость.
В 1981 году Указом Президиума Верховного Совета РСФСР «за достижения в области строительства и архитектуры» П. И. Оноколову было присвоено почётное звание — Заслуженный строитель РСФСР.
В 2002 году «за большие достижения в развитии города Батайска» П. И. Оноколову было присвоено почётное звание — Почётный гражданин города Батайска.
С 1986 года после выхода на заслуженный отдых, занимался историей и краеведением родного города, итогом этого исследования стала написанная им в 2004 году работа «Батайск: история [1769—1990]», ставшая бесценным источником знаний об истории города Батайска, в 2007 и в 2010 году было выпущено дополнительные второе и третье издания, доработанные и дополненные новыми историческими данными.
Скончался 17 августа 2017 года на девяносто четвёртом году жизни.

## Память

Памятная доска Почётным гражданам Батайска, выпускникам школы № 2

- В Западном Батайске появилась улица имени П. И. Оноколова[5]
- На здании школы, где учился Оноколов, установлена памятная доска.

## Награды
- Орден Отечественной войны II степени (6.04.1985[3])
- Медаль «За победу над Германией в Великой Отечественной войне 1941—1945 гг.»[1]
- Медаль «За взятие Будапешта»[1]
- Медаль «В ознаменование 100-летия со дня рождения Владимира Ильича Ленина»

## Звания
- Заслуженный строитель РСФСР (1981[4])
- Почётный гражданин города Батайска (2002[6])